# 哈奇森 (肯塔基州)
哈奇森（英語：Hutchison）是位於美國肯塔基州波旁縣的一個非建制地區。

## 歷史
哈奇森曾是肯塔基中部鐵路（Kentucky Central Railroad）的一個中途站。哈奇森的郵政局於1856年開設，後於1930年結束營運。

## 地理
哈奇森所處的海拔為高於海平面275米（即902英呎），而該地所採用的時區為UTC-5，即北美東部時區（EST）。同時該地設有夏令時間，為UTC-5調快一小時，即UTC-4（EDT）。